# Godzilla
Godzilla (ゴジラ, Gojira) is een fictief dinosaurusachtig monster dat voorkomt in meerdere films en televisieseries, en behoort tot de Kaijumonsters. Hij was voor het eerst te zien in de Japanse film Gojira geproduceerd door de Toho Film Company Ltd in 1954.
Godzilla behoort vandaag de dag tot de bekendste elementen van de Japanse volkscultuur. Het monster is wereldwijd bekend en treedt behalve in films ook op in tal van strips, boeken en computerspellen.

## Achtergrond

### Naam
De naam Godzilla is een verbastering van zijn Japanse naam Gojira (ゴジラ). Dit is een combinatie van twee Japanse woorden: gorira, wat gorilla betekent, en kujira, wat walvis betekent. Over de oorsprong van deze naam bestaan veel verhalen. Zo wordt beweerd dat in een vroeg productiestadium Godzilla inderdaad een soort kruising tussen een gorilla en een walvis zou worden. Een andere theorie is dat Gojira de bijnaam was van een bijzonder forse medewerker in de Toho Studio.

### Uiterlijk
Godzilla is een dinosaurus die door nucleaire experimenten weer ontwaakt en muteert tot een enorm monster. Hij lijkt qua uiterlijk nog het meest op een Tyrannosaurus Rex, maar dan met scherpe, puntige oren en grote, uitstekende schubben op zijn rug (een beetje zoals een Stegosaurus) en de staart van een krokodil. Hij loopt rechtop.
Godzilla’s uiterlijk is wel veranderd in de loop van de serie. Allereerst verschilt zijn omvang per film. In de eerste film is hij 50 meter hoog, terwijl hij in Godzilla vs Kong (2021 film) wel 100 meter groot is (volgens één lezing omdat de gebouwen in Tokio ook steeds hoger en groter werden). De schubben op zijn rug zijn in de recentste films duidelijk groter geworden ten opzichte van de eerste film.

### Gedrag
Oorspronkelijk werd Godzilla neergezet als een angstaanjagend beest. Hij was bedoeld als metafoor voor de angst die Japan nog altijd had voor de atoombom waarmee tegen het eind van de Tweede Wereldoorlog de steden Hiroshima en Nagasaki werden gebombardeerd. Maar naarmate de originele filmserie vorderde kwam hier verandering in en evolueerde Godzilla naar een meer heldhaftig personage. Dit werd vooral gedaan toen de Godzillafilms aan populariteit wonnen onder een jong publiek. In de tweede filmreeks werd Godzilla weer teruggebracht naar zijn oorsprong en veranderde wederom in het kwaadaardige beest dat hij oorspronkelijk was. In de derde filmreeks schommelt Godzilla een beetje heen en weer tussen deze twee uitersten. In de ene film is hij een soort beschermer van de aarde (of meer specifiek Japan), en in andere een allesverwoestend monster.

### Krachten en vaardigheden
Godzilla is vrijwel ongevoelig voor moderne wapens, en kan zeer snel genezen van verwondingen. Dit maakt hem praktisch onverslaanbaar. Zijn enorme omvang geeft hem automatisch enorme kracht. Zo kan hij vaak andere wezens die net zo groot zijn als hij met gemak optillen en weggooien.
Godzilla's sterkste en bekendste wapen is zijn atoomstraal, een straal van meestal blauwe, maar soms ook rode energie die hij vanuit zijn bek kan afvuren. De schubben op zijn rug gloeien altijd op in dezelfde kleur als de straal wanneer hij deze afvuurt. De straal kan over honderden meters worden afgevuurd met grote accuraatheid, en kan de meeste vijanden met 1 schot doden. De atoomstraal is Godzilla's handelsmerk. Hoewel veel van Godzilla als een anti-oorlogssymbool uit 1954 verloren is gegaan in latere films, is deze atoomstraal altijd gebleven.
Naast zijn atoomstraal kan Godzilla ook atoomenergie opwekken in de vorm van een puls, die alle kanten op kan schieten. In de film Godzilla vs. Mechagodzilla bleek hij de gave te hebben om een magnetisch veld op te wekken, maar dit is nadien nooit meer gebruikt.
Godzilla’s staart is eveneens een wapen. Hij is zeer sterk en flexibel, en kan met gemak gebouwen en vijandige monsters vloeren. Daarnaast gebruikt hij in gevechten zijn tanden en klauwen. Een paar keer gebruikte hij ook de schubben op zijn rug als wapen.
Godzilla is een amfibie, en kan zowel onder water als op het land leven. Hij brengt het merendeel van zijn leven onder water door.
Godzilla’s intelligentie verschilt per incarnatie, maar het staat vast dat hij meer is dan gewoon een hersenloos beest. In sommige films lijkt hij bijna net zo slim als een mens. In Godzilla 2: King of the monsters kon hij de nucleaire puls enkel gebruiken toen hij Brandende Godzilla was.

### Zwakheden
Godzilla kan in de meeste films niet tegen elektriciteit en probeert dit ook zo veel mogelijk te vermijden. Deze zwakke plek werd voor het eerst duidelijk in de film King Kong vs. Godzilla. Niet alle films spelen hier echter op in.
In The Return of Godzilla bleek hij niet tegen cadmium te kunnen, hoewel zijn immuunsysteem dit later wist te verhelpen.
Godzilla’s enorme omvang maakt hem traag, waardoor hij maar langzaam kan manoeuvreren en snellere vijanden hem de baas kunnen zijn.

## Geschiedenis
Het idee voor de originele Godzillafilm kwam van Tomoyuki Tanaka, die toen als producer werkte bij Toho Film Company Ltd. Hij had kort daarvoor een idee voor een oorlogsfilm getiteld In the Shadow of Honor. Dit idee ging op het laatste moment niet door omdat de Indonesische filmstudio waar hij mee samenwerkte het plan afkeurde. Omdat dit echter een van de beste Toho-films uit 1954 had moeten zijn, stond hij onder druk om snel met een ander idee te komen dat minstens net zo'n succes kon worden. Hij kwam toen tijdens een vliegreis van Jakarta naar Tokio op het idee voor een film over een enorm radioactief monster.
Tomoyuki Tanaka kwam op dit idee door de monsterfilm The Beast from 20,000 Fathoms die kort daarvoor in Amerika was uitgebracht. Die film was op zijn beurt weer geïnspireerd door een heruitgave van de klassieke film King Kong uit 1933. Tanaka maakte van Godzilla een dinosaurus die kort na de Tweede Wereldoorlog weer ontwaakt door nucleaire experimenten in de buurt van Oto Island. Door diezelfde nucleaire testen wordt hij gemuteerd tot een bijna onverwoestbaar monster dat Tokio aanvalt.
Godzilla is in de loop der jaren vaak veranderd, maar zijn bekendste kenmerken zijn altijd gebleven. Oorspronkelijk was Godzilla bedoeld als een soort protest tegen de waterstofbom en de gevolgen die deze bom voor de Aarde kon hebben. De Heisei-serie en millenniumserie sluiten hierop aan. Ook in latere films worden vaak politieke problemen weerspiegeld.
Godzilla werd ook in Amerika beroemd toen het Amerikaanse bedrijf UPA in 1960 een contract tekende met Toho om de Godzilla films in Amerika uit te gaan zenden op televisie. Dit gebeurde tot aan 1970.

## Godzilla-films

### Originele film
Godzilla’s lange filmgeschiedenis begon in 1954 met de film Godzilla. Deze zwart-witfilm van de Toho Film Company Lrd was nog een serieuze horrorfilm. Godzilla duikt voor het eerst op in de oceaan, vlak bij de plaats waar hij ontstaan is. Niet veel later verschijnt hij in Japan en vertrapt heel Tokio, totdat een wetenschapper hem eindelijk weet te stoppen met zijn nieuwste wapen, de Oxygen destroyer.
Godzilla wordt hierin gespeeld door een acteur in een pak. Deze techniek noemde men in Japan suitmation en dit wordt vandaag de dag nog steeds gebruikt voor Kaiju-films. Volgens het verhaal vroeg de acteur aan de regisseur waarom het monster niet door middel van stop-motionanimatie werd verbeeld, zoals King Kong, en antwoordde de regisseur "Ik heb uitgerekend dat het met die methode zeven jaar zou duren om deze film te maken - en daarom ga jij in dat pak zitten". Het kostuum was, vooral bij de eerste film, enorm zwaar en uiterst oncomfortabel.
De film kwam in 1956 ook uit in Amerika onder de naam Godzilla, King of the Monsters!, waarin op kunstige wijze scènes met de acteur Raymond Burr waren geknutseld. Toen in 1985 Return of Godzilla werd uitgebracht, was deze op dezelfde wijze bewerkt, opnieuw met Raymond Burr.

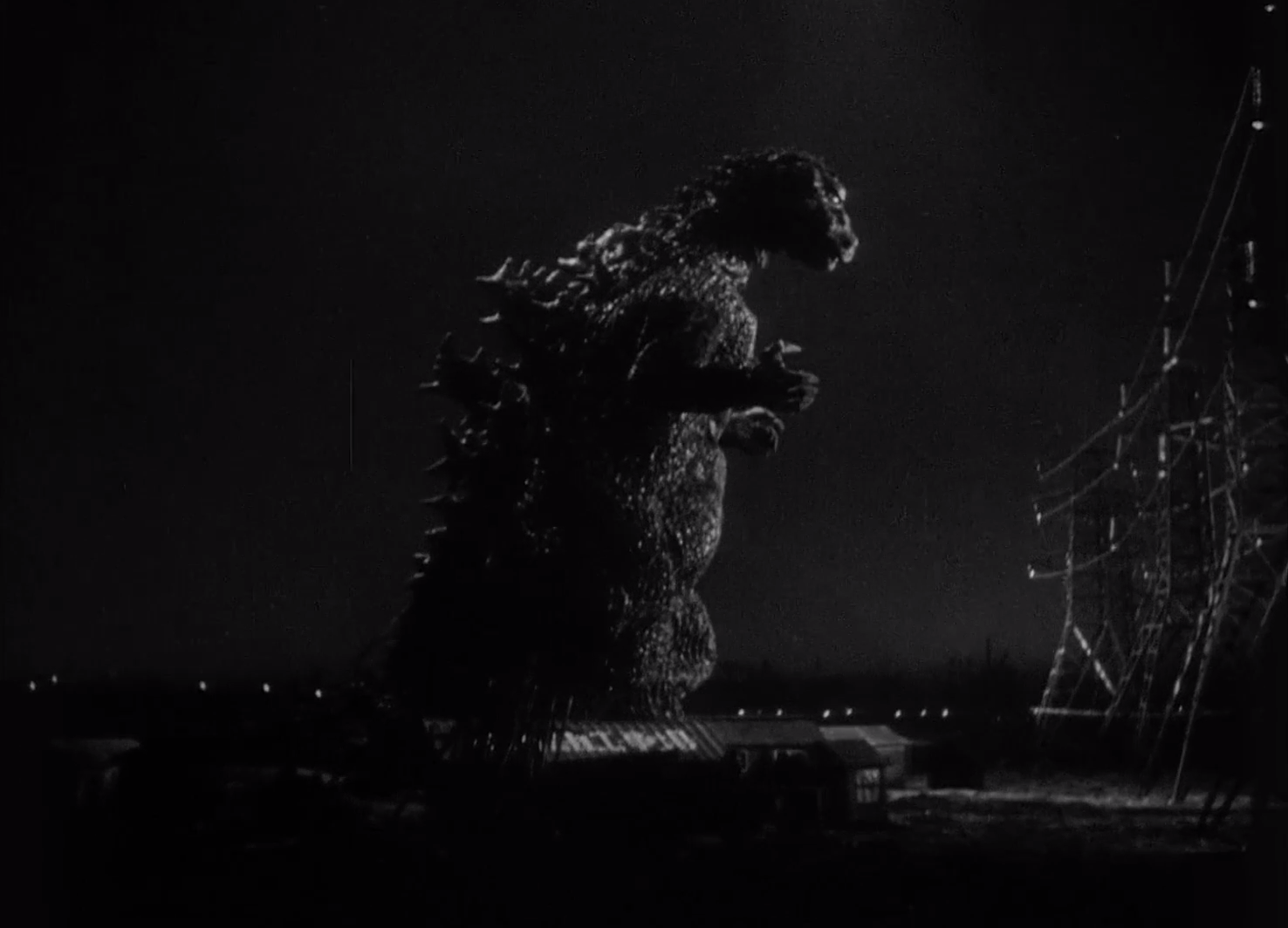
De originele Godzilla uit 1954.

Hoewel Godzilla aan het einde van de film sterft, werden er nog een heleboel andere films gemaakt, maar deze sluiten niet allemaal even goed op elkaar aan. In sommige wordt beweerd dat Godzilla de Oxygen Destroyer overleeft. Andere gaan er juist van uit dat Godzilla wel dood is en dat er later een andere Godzilla ontstaat op dezelfde manier als de eerste.

### De Showa-serie
Dit is de naam voor de serie films gemaakt tussen 1955 en 1975. De reeks is genoemd naar de Showaperiode. De films in deze reeks zijn:
| Japanse titel                              | Engelse titel                      | Nederlandse titel                            | Vlaamse titel             | Jaar |
| ------------------------------------------ | ---------------------------------- | -------------------------------------------- | ------------------------- | ---- |
| Gojira no Gyakushū                         | Godzilla Raids Again               | De terugkeer van Godzilla                    | De terugkeer van Godzilla | 1955 |
| Kingu Kongu tai Gojira                     | King Kong vs. Godzilla             | King Kong tegen Godzilla                     | King Kong tegen Godzilla  | 1962 |
| Mosura tai Gojira                          | Mothra vs. Godzilla                | Paniek in Tokio                              | Godzilla tegen "het ding" | 1964 |
| San Daikaijū: Chikyū Saidai no Kessen      | Ghidorah, the Three-Headed Monster |                                              |                           | 1964 |
| Kaijū Daisensō                             | Invasion of Astro-Monster          |                                              | Invasie planeet "X"       | 1965 |
| Gojira, Ebira, Mosura Nankai no Daikettō   | Godzilla vs. the Sea Monster       | Motta, het vliegende Dracula-monster         |                           | 1966 |
| Kaijū-tō no Kessen Gojira no Musuko        | Son of Godzilla                    | De zoon van Godzilla                         | De planeet der monsters   | 1967 |
| Kaijū Sōshingeki                           | Destroy All Monsters               | Monsters van Frankenstein bedreigen de aarde | De monsters vallen aan    | 1968 |
| Gojira Minira Gabara Ōru Kaijū Daishingeki | All Monsters Attack                |                                              |                           | 1969 |
| Gojira tai Hedora                          | Godzilla vs. Hedorah               | Satans creatuur                              |                           | 1971 |
| Chikyū Kogeki Meirei Gojira tai Gaigan     | Godzilla vs. Gigan                 |                                              | De planeet van Godzilla   | 1972 |
| Gojira tai Megaro                          | Godzilla vs. Megalon               | Godzilla contra Megalon                      | Godzilla 1980             | 1973 |
| Gojira tai Mekagojira                      | Godzilla vs. Mechagodzilla         |                                              |                           | 1974 |
| Mekagojira no Gyakushū                     | Terror of Mechagodzilla            | Monsters van het verloren continent          |                           | 1975 |

### De Heisei-serie
Ook wel bekend als de Versus-serie. Dit is de serie gemaakt tussen 1984 en 1995.
De films in deze reeks negeren alle gebeurtenissen uit de Showa-serie. De eerste film in de reeks is een direct vervolg op de originele film.
- The Return of Godzilla
- Godzilla vs. Biollante
- Godzilla vs. King Ghidorah
- Godzilla vs. Mothra
- Godzilla vs. Mechagodzilla II
- Godzilla vs. SpaceGodzilla
- Godzilla vs. Destoroyah

### De Millennium-serie
Na 1995 bleef het een tijdje stil rond de Godzilla-films omdat Toho niet van plan was nog godzilla-films te maken na Godzilla vs. Destoroyah. Echter, toen in Amerika in 1998 godzilla uitkwam en de Amerikaanse godzilla niet op de Japanse leek, maakte Toho in 1999 de film Godzilla 2000: Millennium. Dit was het begin van de millenniumserie die tot 2004 doorliep.
De serie bestaat uit een aantal losse films die niets met elkaar te maken hebben. Veel van deze films zijn wederom een direct vervolg op de film uit 1954 en negeren alles uit de Showa- en Heisei-serie. Alleen de films Godzilla against Mechagodzilla en Godzilla: Tokyo SOS sluiten direct op elkaar aan.
- Godzilla 2000: Millennium
- Godzilla vs. Megaguirus
- Godzilla, Mothra and King Ghidorah: Giant Monsters All-Out Attack
- Godzilla Against Mechagodzilla
- Godzilla: Tokyo S.O.S.
- Godzilla: Final Wars

### Toho Reboot
Godzilla Final Wars was tot 2004 de afsluiter voor de Japanse filmserie. In 2014 kondigde Toho aan de draad weer op te zullen pakken naar aanleiding van de tweede Amerikaanse Godzilla-film.
De eerste film uit deze nieuwe serie, Shin Godzilla, verscheen in juli 2016 en is geregisseerd door Hideaki Anno en Shinji Higuchi. Hierna werden in samenwerking met Netflix drie animatiefilms over Godzilla gemaakt: Godzilla: Planet of the Monsters (2017), Godzilla: City on the Edge of Battle (2018), Godzilla: The Planet Eater (2018) en een film Godzilla: Minus One (2023).

### Amerikaanse films
In 1998 verscheen in Amerika de film Godzilla, geproduceerd door Columbia Pictures. Deze film had in theorie een remake moeten zijn van de film Godzilla king of the monsters. De film speelde zich af in New York in plaats van Japan en gebruikte digitale animatie (CGI) om Godzilla realistisch neer te zetten. De film was echter geen succes. Vooral de Godzilla uit de film kreeg veel kritiek. In deze film lijkt hij nog wel het meest op een gemuteerde leguaan, of komodovaraan, wat in de film ook wel gesuggereerd wordt. Hij bezit geen atoomstraal, maar kan wel dingen laten ontploffen met zijn adem (al doet hij dit in de film maar twee keer). Verder is hij erg wendbaar en een uitstekende zwemmer. Onder fans van de serie wordt deze Godzilla ook wel spottend Gino (acroniem voor Godzilla In Name Only), Deanzilla, Notzilla en Zilla genoemd. Toho sprong in op deze onvrede over de Amerikaanse Godzilla door het monster in twee van hun eigen Godzilla-films te gebruiken. GINO wordt aan het begin van de Japanse film Godzilla, Mothra and King Ghidorah: Giant Monsters All-Out Attack 2001 even genoemd als een ander dinosaurusachtig monster dat door Amerikanen werd aangezien voor Godzilla. In de recentste Godzillafilm, Godzilla: Final Wars, bevecht GINO de Japanse Godzilla in Sydney en wordt door hem gedood.
In 2010 maakte Variety bekend dat Legendary Pictures de rechten op Godzilla gekocht heeft, met het plan een nieuwe Amerikaanse godzillafilm uit te brengen.
Dan Lin, Roy Lee en Brian Rogers zullen aan de film meewerken als producers. Deze film, eveneens Godzilla getiteld, kwam uit in mei 2014 en kreeg betere recensies dan de vorige Amerikaanse film. De bedoeling is dat deze film de start vormt van een Amerikaanse filmreeks waarin behalve Godzilla ook Kong betrokken zal worden. De tweede film Godzilla: King of the Monsters verscheen in 2019, en in 2021 kwam de film Godzilla vs. Kong uit.

### Overige films
- Ook bekend is de korte tekenfilm Bambi Meets Godzilla.
- In Engeland verscheen in 1961 de film Gorgo. Hierin wordt Londen het slachtoffer van een enorm monster dat duidelijk gebaseerd is op Godzilla.
- Een 3D-film, getiteld Godzilla 3D to the MAX, stond gepland voor 2009, maar de productie ging niet door.
- In 2007 had een met de computer getekende Godzilla een cameo in de film Always Zoku Sanchōme no Yūhi. De betreffende scène werd tijdens de productie strikt geheimgehouden.[7][8]

## Godzilla in andere media

### Series
- In 1973 produceerde Toho de live-action superheldenserie Zone Fighter. In vijf afleveringen van deze serie doet Godzilla ook mee. Dit was gedaan omdat Godzilla rond die tijd erg populair was onder kinderen. Ook een van Godzilla’s bekendste vijanden, King Ghidorah, kwam twee keer voor in deze serie.
- In 1978 produceerde Hanna-Barbera productions een tekenfilmserie over Godzilla, getiteld The Godzilla Power Hour.
- Van 1997 tot 1998 verscheen in Japan de serie Godzilla Island.
- In 1998 verscheen de animatieserie Godzilla: The Series. In deze serie had de Amerikaanse Godzilla GINO de hoofdrol.

### Strips
In Japan heeft Godzilla sinds zijn eerste film in tal van strips en manga’s meegespeeld.
In 1970 kreeg de Amerikaanse stripboekcompagnie Marvel Comics toestemming om een stripserie over Godzilla te maken. Zij maakten in totaal 24 strips over dit beroemde monster. De Godzilla in de Marvelstrips is 120 meter hoog en spuwt rood vuur in plaats van een blauwe atoomstraal, maar voor de rest is hij nog precies zoals in de Toho-films.

Net als in de films Godzilla raids again en King Kong vs Godzilla verschijnt Godzilla voor het eerst als hij ontsnapt uit een ijsberg. Ook in de Marvelstrips vecht Godzilla vaak tegen andere reuzenmonsters zoals de Yetrigar (duidelijk gebaseerd op King Kong), de megamonsters en de reuzenrobot Red Ronin. Ook kwam hij vaak in conflict met beroemde Marvel Stripfiguren zoals De Vergelders, The Fantastic Four en S.H.I.E.L.D. Ook Spider-Man kwam even kort voor in de laatste Godzilla-strip. In de Marvelstrips wordt regelmatig naar de Toho-films verwezen. Zo wordt er onder andere beweerd dat Godzilla wel slecht is, maar minder slecht dan de meeste andere reuzenmonsters.
Nadat Marvel de rechten voor Godzilla-strips verloor, creëerden ze hun eigen versie. Hierin wordt Godzilla door de geleerde Dr. Demonicus gevangen die hem nog verder muteert. Deze alternatieve Godzilla komt nog af en toe voor in de Marvel strips, maar wordt nooit direct Godzilla genoemd.
In 1987 kreeg Dark Horse Comics de rechten voor Godzilla-strips in handen en produceerde 17 Godzilla-strips.
In 2010 kreeg IDW Publishing de rechten op de Godzillastrips en begon met de publicatie van de serie Godzilla: Kingdom of Monsters.

### Computerspellen
Godzilla speelde de hoofdrol in veel computerspellen. Een overzicht hiervan is te vinden in Godzilla computerspellen.

### In popcultuur
Godzilla is in de loop der jaren geparodieerd in vele films en series. Tevens heeft hij vaak cameo’s in televisieseries en reclamespotjes, waaronder van Dr. Pepper en Nike.
Ook in de muziekwereld is Godzilla een bekend fenomeen. De rapper Yukmouth is een groot Godzillafan, en vernoemde zijn derde album naar het monster. De band Arrogant Worms bracht een nummer over Godzilla uit. Blue Öyster Cult bracht tevens een nummer Godzilla uit, op hun album Spectres. Gojira is ook de naam van een Franse metalband.

## Cultstatus

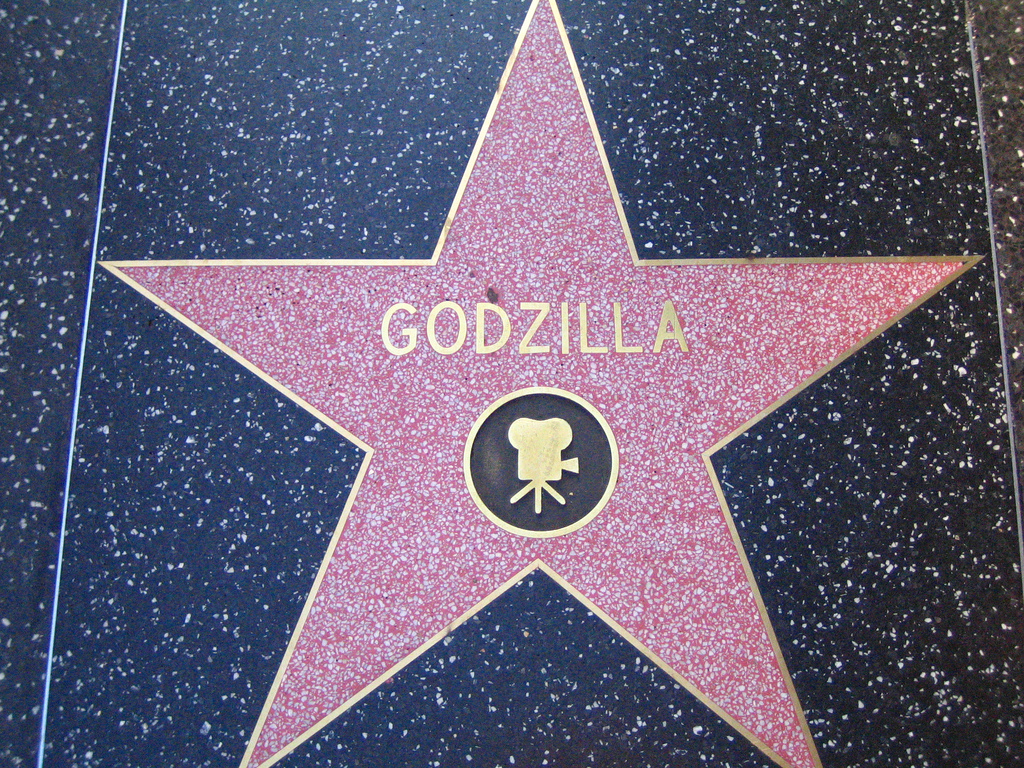
Godzilla’s ster op de Hollywood walk of Fame

Godzilla heeft in Japan en ver daarbuiten een cultstatus bereikt. In Japan zijn tussen 1954 en 2004 28 Godzilla-films gemaakt.
In 1996 won Godzilla de Lifetime Achievement Award tijdens de MTV Movie Awards. Shōgo Tomiyama nam de prijs namens Godzilla in ontvangst.
Op 29 november 2004, kort voor de première van Godzilla Final Wars, kreeg Godzilla zijn eigen ster op de Hollywood Walk of Fame, als viering van het 50-jarig jubileum van de Godzillafilms. De ster bevindt zich tegenover het Chinese Theatre aan 6925 Hollywood Blvd.
Op 9 april 2015 werd Godzilla bij een ceremonie in Tokio officieel tot staatsburger van Japan benoemd, en kreeg tevens de titel ambassadeur voor toerisme.